# Übereinkommen zur einheitlichen Feststellung von Regeln über die Hilfeleistung und Bergung in Seenot
Das Internationale Übereinkommen vom 23. September 1910 zur einheitlichen Feststellung von Regeln über die Hilfeleistung und Bergung in Seenot ist ein internationales Abkommen, das die Grundlagen der Höhe und Verteilung des Berge- und Hilfslohnes bei Schiffshavarien regelt. Jede erfolgreiche Hilfsleistung oder Bergung  begründet einen Anspruch auf angemessene Vergütung.

## Begriffe
Im Kontext des internationalen Seerechts bedeutet Hilfeleistung eine externe Hilfe für das Schiff, sofern die Besatzung noch an Bord ist. Darunter fällt zum Beispiel ein Abschleppen in den nächsten Hafen bei Maschinenausfall.
Eine Bergung wird notwendig, wenn keine Besatzung mehr an Bord ist, insbesondere also, wenn das Schiff gesunken ist. 
Unter keinen der beiden Begriffe fällt das Retten von Personen in Seenot. Auch das Abbergen von Personen ist rechtlich keine Bergung. 

## Inhalt
Auf Initiative des Comité Maritime International wurde die Erste Diplomatischen Seerechtkonferenz in Brüssel einberufen. Diese verabschiedete am 23. September 1910 zwei Übereinkommen, die in Kurzform auch als Brüsseler Abkommen von 1910 bezeichnet werden. Beide Verträge zählen zu den ältesten noch in Kraft befindlichen Seerechtsabkommen.
A: Übereinkommen zur einheitlichen Feststellung von Regeln über den Zusammenstoß von Schiffen

B: Übereinkommen zur einheitlichen Feststellung von Regeln über die Hilfeleistung und Bergung in Seenot
Das Übereinkommen B ist das erste internationale Bergungsübereinkommen und umfasst 19 Artikel, in denen unter anderem grundsätzlich geregelt wird, auf welche Schiffe in Seenot und welche Berger das Übereinkommen angewendet werden darf, wann ein Schiff sich überhaupt in Seenot befindet, unter welchen Bedingungen ein Hilfeleistungs- oder Bergevertrag zustande kommt, wann eine Hilfeleistung, beziehungsweise eine teilweise oder komplette Bergung vorliegt und welche Umstände einer Hilfeleistung oder einer Bergung entgegenstehen. Ferner definiert das Übereinkommen die Regeln, wann ein Berge- oder Hilfslohnes gefordert werden darf sowie dessen Höhe (der Bergelohn darf beispielsweise den Wert der geretteten Güter nicht übersteigen). Übernommen wurde der schon aus dem älteren Standardvertrag Lloyd’s Open Form (LOF) bekannten Grundsatz „no cure – no pay“ (deutsch: keine erfolgreiche Bergung – kein Bergelohn).
In diesem Abkommen wurde erstmals die Pflicht zur Seenotrettung kodifiziert, die später in den internationalen Übereinkünften über die Sicherheit auf See übernommen wurde. In den Artikel 9 und 11 wird dies geregelt:
- Art. 2: Jede erfolgreiche Hilfsleistung oder Bergung begründet einen Anspruch auf angemessene Vergütung.
- Art. 9: Die geretteten Personen haben, unbeschadet der Vorschriften der Landesgesetze, keine Vergütung zu entrichten. Wer bei Gelegenheit des Unfalls, der den Anlass zur Bergung oder Hilfsleistung gibt, Menschenleben rettet, kann einen billigen Anteil an der Vergütung beanspruchen, die denjenigen Personen zusteht, welche Schiff, Ladung und Zubehör gerettet haben.
- Art. 11: Jeder Kapitän ist verpflichtet, allen Personen, selbst feindlichen, die auf See in Lebensgefahr angetroffen werden, Beistand zu leisten, soweit er dazu ohne ernste Gefahr für sein Schiff und für dessen Besatzung und Reisende imstande ist.

Artikel 9 bedeutet insbesondere, dass ein Kapitän zwar verpflichtet ist, bei Seenot Hilfe zu leisten, er aber keinen Anspruch auf eine Entschädigung hat, wenn er nur die Personen retten kann, das Schiff und seine Ladung aber verloren sind. Er hat allerdings Anspruch auf seinen Anteil am Bergungslohn, wenn einem anderen Schiff die Bergung gelingt. Dadurch wird verhindert, dass bei mehreren an der Rettung beteiligter Schiffe der primäre Fokus der Retter der Ladung gilt.

## Erweiterungen
Das am 1. März 1913 in Kraft getretene Übereinkommen wurde 1967 durch ein Protokoll erweitert, das am 15. August 1977 in Kraft trat. Dem Zusatzprotokoll trat jedoch nur ein geringer Teil der Vertragsstaaten bei.
Die  mit Seenotlagen verbundenen Probleme haben sich im weiteren Verlauf des 20. Jahrhunderts dadurch gewandelt, dass einerseits die Zahl der relevanten Notlagen gesunken, während andererseits die von Schiffen in Seenot ausgehenden Gefahren enorm gestiegen sind. Angesichts der großen Gefahren, nicht zuletzt für die Umwelt, folgt die Notwendigkeit professioneller Bergungsflotten, deren Betreiber sich dann jedoch damit konfrontiert sehen, diese kostenintensiv und mit unsicherer Erwerbsaussicht vorhalten zu müssen. Vor diesem Hintergrund geht es inzwischen auch weniger darum, einen Anreiz für die einzelne Bergung zu schaffen, als vielmehr, einen finanziellen Anreiz für das Vorhalten einer einsatzbereiten Bergungsflotte an sich zu vermitteln. Aufgrund dessen wurde das Internationale Übereinkommen von 1989 über Bergung (IÜB 1989) abgeschlossen.
Die Rechte und Pflichten bei Schiffsnotlagen im Seehandel sind in Deutschland in das Handelsgesetzbuch übernommen worden (§§ 574–587).